# کریات بیالیک
کریات بیالیک (در عبری: קריית ביאליק) نام شهری در استان حیفا اسرائیل است که جمعیت آن در سال ۲۰۰۶، ۳۶٬۶۰۰ نفر و مساحت آن ۸٬۱۷۶ کیلومتر مربع بوده‌است.
کریات بیالیک به یاد حییم نحمان بیالیک، نویسنده و شاعر ملی اسرائیل نام‌گذاری شده‌است.